# Right Said Fred
Right Said Fred is een Britse popgroep, in 1989 opgericht door de broers Richard en Fred Fairbrass, samen met hun goede vriend Rob Manzoli. De naam verwijst naar een komisch nummer waarmee acteur Bernard Cribbins in 1962 een hit had.

## Geschiedenis
De groep brak in 1991 door met de hit I'm Too Sexy, die verhaalt over een mannequin op de catwalk. Later dat jaar verscheen Don't Talk Just Kiss, waarop ook souldiva Jocelyn Brown is te horen. Met de single Deeply Dippy had Right Said Fred in 1992 hun derde hit op rij. De drie singles zijn te vinden op het succesvolle debuutalbum Up. De vierde single is een dubbele A-kant met de nummers Those Simple Things en Daydream.
In 1993 verscheen hun tweede album, Sex & Travel, maar het commerciële succes is sindsdien achterwege gebleven. Alleen in Duitsland wist Right Said Fred nog hits te scoren, al haalde You're My Mate in 2001 ook nog de Top 20 in hun thuisland. In 2018 trad de groep als gastartiesten op tijdens Toppers in Concert in de Johan Cruijff ArenA in Amsterdam.

## Discografie

### Albums
| Album met eventuele hitnotering(en) in de Nederlandse Album Top 100 | Datum van verschijnen | Datum van binnenkomst | Hoogste positie | Aantal weken | Opmerkingen   |
| ------------------------------------------------------------------- | --------------------- | --------------------- | --------------- | ------------ | ------------- |
| Up                                                                  | 16-03-1992            | 04-04-1992            | 10              | 32           |               |
| Sex and travel                                                      | 1993                  | 20-11-1993            | 65              | 6            |               |
| Smashing!                                                           | 1996                  | -                     |                 |              |               |
| Fredhead                                                            | 23-10-2001            | -                     |                 |              |               |
| Stand up                                                            | 26-08-2002            | -                     |                 |              |               |
| Greatest hits                                                       | 2003                  | -                     |                 |              | Verzamelalbum |
| Introducing...                                                      | 2004                  | -                     |                 |              | Verzamelalbum |
| For sale                                                            | 26-08-2006            | -                     |                 |              |               |
| I'm a celebrity                                                     | 14-10-2008            | -                     |                 |              |               |
| Stop the world                                                      | 01-05-2011            | -                     |                 |              |               |

### Singles
| Single met eventuele hitnotering(en) in de Nederlandse Top 40 | Datum van verschijnen | Datum van binnenkomst | Hoogste positie | Aantal weken | Opmerkingen                                                   |
| ------------------------------------------------------------- | --------------------- | --------------------- | --------------- | ------------ | ------------------------------------------------------------- |
| I'm Too Sexy                                                  | 15-07-1991            | 14-09-1991            | 20              | 8            | Nr. 19 in de Nationale Top 100                                |
| Don't Talk Just Kiss                                          | 11-1991               | 25-01-1992            | 3               | 14           | met Jocelyn Brown / Nr. 3 in de Nationale Top 100             |
| Deeply Dippy                                                  | 09-03-1992            | 25-04-1992            | 10              | 11           | Nr. 9 in de Nationale Top 100                                 |
| Those Simple Things / (What a Day for a) Daydream             | 07-1992               | 22-08-1992            | 20              | 5            | Nr. 23 in de Nationale Top 100 / Veronica Alarmschijf Radio 3 |
| Stick It Out                                                  | 02-1993               | 03-04-1993            | tip8            | -            |                                                               |
| Bumped                                                        | 1993                  | 13-11-1993            | 30              | 3            | Nr. 37 in de Mega Top 50                                      |
| Hands Up (4 Lovers)                                           | 1993                  | -                     |                 |              |                                                               |
| Wonderman                                                     | 1994                  | -                     |                 |              |                                                               |
| Living on a Dream                                             | 1996                  | -                     |                 |              |                                                               |
| Everybody Loves Me                                            | 1996                  | -                     |                 |              |                                                               |
| Big Time                                                      | 1996                  | -                     |                 |              |                                                               |
| MoJive                                                        | 2001                  | -                     |                 |              |                                                               |
| You're My Mate                                                | 2001                  | -                     |                 |              |                                                               |
| Lovesong                                                      | 2001                  | -                     |                 |              |                                                               |
| Stand Up (for the Champions)                                  | 2002                  | -                     |                 |              |                                                               |
| The Wizard                                                    | 2004                  | -                     |                 |              | met Doris Dubinsky                                            |
| Where Do You Go To (My Lovely)?                               | 2006                  | -                     |                 |              |                                                               |
| I’m Too Sexy 2007                                             | 2007                  | -                     |                 |              |                                                               |
| I'm a Celebrity                                               | 2008                  | -                     |                 |              |                                                               |
| Sexy Bum                                                      | 2009                  | -                     |                 |              |                                                               |
| Right on the Kisser                                           | 2009                  | -                     |                 |              |                                                               |
| Stand Up (for the Champions 2010)                             | 2010                  | -                     |                 |              | met Höhner                                                    |
| He's a Sexaholic                                              | 2012                  | -                     |                 |              | Nr. 89 in de Single Top 100                                   |

| Single met hitnotering(en) in de Vlaamse Ultratop 50 | Datum van verschijnen | Datum van binnenkomst | Hoogste positie | Aantal weken | Opmerkingen                                    |
| ---------------------------------------------------- | --------------------- | --------------------- | --------------- | ------------ | ---------------------------------------------- |
| I'm Too Sexy                                         | 1991                  | -                     |                 |              | Nr. 3 in de Radio 2 Top 30                     |
| Don't Talk Just Kiss                                 | 1991                  | -                     |                 |              | met Jocelyn Brown / Nr. 9 in de Radio 2 Top 30 |
| Deeply Dippy                                         | 1992                  | -                     |                 |              | Nr. 12 in de Radio 2 Top 30                    |
| Those Simple Things / (What a Day for a) Daydream    | 1992                  | -                     |                 |              | Nr. 25 in de Radio 2 Top 30                    |
| Bumped                                               | 1993                  | -                     |                 |              | Nr. 28 in de Radio 2 Top 30                    |
| Living on a Dream                                    | 1996                  | 27-01-1996            | 17              | 13           | Nr. 17 in de Radio 2 Top 30                    |